# 吹田市立吹田第二小学校
吹田市立吹田第二小学校（すいたしりつ すいただいに しょうがっこう）は、大阪府吹田市にある公立小学校。
1924年に当時の三島郡吹田町で2番目の小学校として、三島郡吹田第一尋常小学校（現在の吹田市立吹田第一小学校）から分離開校した。その後地域の児童数増加に伴い、校区の一部を吹田第三・山手・吹田南の各小学校に分離している。

## 沿革
- 1924年4月2日 - 三島郡吹田第二尋常小学校として開校。吹田第一尋常小学校から1〜5年生児童が移籍。当初は吹田第一尋常小学校内に仮校舎を設置。
- 1924年5月27日 - 新校舎落成、移転。開校式を実施。この日を創立記念日とする。
- 1931年4月1日 - 三島郡吹田第三尋常小学校（現在の吹田市立吹田第三小学校）開校に伴い、従来の校区の一部を吹田第一・吹田第三の各小学校校区へ編入。
- 1940年4月1日 - 吹田町など4町村合併で吹田市が発足したことに伴い、吹田市吹田第二尋常小学校に改称。
- 1941年4月1日 - 国民学校令により、吹田市吹田第二国民学校に改称。
- 1947年4月1日 - 学制改革により、吹田市立吹田第二小学校に改称。
- 1955年1月14日 - 吹田市立山手小学校を分離。
- 1969年4月1日 - 吹田市立吹田南小学校を分離。
- 1995年4月1日 - 文部省・吹田市教育委員会より、教育課程の研究校に指定される（1996年度までの2年間）。
- 1998年4月1日 - 養護学級を開設。

## 通学区域
- 吹田市 泉町・西の庄町・金田町の全域、および出口町の東半分。

卒業生は基本的に吹田市立第六中学校に進学する。

## 交通
- 阪急千里線 吹田駅 西へ約800m。
- Osaka Metro御堂筋線・北大阪急行 江坂駅 東へ約1.4km。

## 著名な卒業生
- 見掛英治（ジャズベーシスト）